# 피트 타운젠드
피트 타운젠드(Pete Townshend, 1945년 5월 19일~)는 영국의 싱어송라이터이다. 더 후의 기타리스트로 유명하다.